# Timehri
Timehri (abreviado Timehri) fue una revista ilustrada con descripciones botánicas. Se publicó en Georgetown desde 1882 hasta 1912.

## Publicaciones
- Vols. 1-5, 1882-1886; ns.
- vols. 1-[15?], 1887-1902;n.s.
- vols. 1-2, 1911-1912